# سرخس متساوي
سرخس متساوي (الاسم العلمي: Polypodium aequale) هو نوع نباتي يتبع جنس السرخس من فصيلة السرخسية.